# Ridolini granduca
Ridolini granduca (A Pair of Kings) è un cortometraggio muto del 1922 diretto da Larry Semon e Norman Taurog.